# Le Serment des barbares
Le Serment des Barbares est un roman de l'écrivain algérien francophone Boualem Sansal paru le 25 août 1999 aux éditions Gallimard. Il développe une chronique amère de l'Algérie durant les années noires de la Guerre civile.

## Résumé
Le Serment des Barbares expose les tragédies de l'Algérie pendant la décennie noire. L'œuvre adopte un cadre narratif policier : un inspecteur de police est chargé d'enquêter sur deux crimes parallèles, ce qui l'amène à dévoiler la corruption, la violence et le chaos qui gangrènent la société algérienne de l'époque. À travers ce récit, Sansal met en lumière les luttes morales et sociales de son pays,.

## Les personnages
Plusieurs personnages clés sont présents, chacun représentant des aspects différents de la société algérienne en période de violence de ladécennie noire.
- Si Moh : Un commerçant riche et corrompu, véritable parrain de la région de Rouiba, un personnage représentant l'oppression du pouvoir économique et politique. Sa mort mystérieuse est au centre de l'intrigue.
- Abdallah Bakour : Ancien travailleur agricole, Bakour est un homme pauvre et marginal, revenu de France après avoir travaillé pour un patron pied-noir. Il représente la classe ouvrière et les laissés-pour-compte du système socio-économique algérien. Son meurtre est également examiné dans le cadre de l'enquête.
- Si Larbi : Ancien policier proche de la retraite, Si Larbi est chargé de l'enquête sur la mort d'Abdallah Bakour. Son expérience et son cynisme vis-à-vis du système lui permettent de décoder les événements avec une perspective unique. À pied, il arpente les rues de Rouiba et dénoue lentement l'intrigue, une méthode qui rappelle le célèbre détective Maigret.

Ces personnages, confrontés à un contexte de guerre civile et de corruption, illustrent les divisions profondes de la société algérienne durant la décennie noire. Leur interaction met en lumière l'ambiguïté et la complexité des événements, et la recherche de vérité dans un environnement où la perception et l’interprétation sont constamment manipulées.

## Le style
Le style du roman est marqué par une langue riche et symbolique, mêlant ironie, métaphores et jeux de mots. Sansal critique ouvertement les discours officiels et les idéologies qui ont contribué à la dégradation du tissu social. Il déconstruit les mythes et les justifications fallacieuses de l'Algérie contemporaine, offrant une vision provocante et percutante de la réalité.
Durant la décennie noire, Boualem Sansal a élaboré des stratégies littéraires originales pour surmonter ces obstacles liés à l'incompréhension. Ces stratégies visent à établir un "pacte de lecture" basé sur l’éthique et la responsabilité, engageant le lecteur comme un partenaire actif dans la dénonciation de la violence. Il promeut l’autonomie et la réflexion du lecteur-citoyen.
Au cimetière musulman de Rouïba, commune à l'est d'Alger, se déroulent deux enterrements opposés, celui de Si Moh, commerçant richissime, et de Abdallah Bakour, miséreux. Tous deux sont morts assassinés. Le vieil inspecteur berbère Si Larbi mène l'enquête sur la mort du second.

## Prix littéraires
- Prix du premier roman en 1999[5]
- Prix Tropiques en 1999

## Éditions
- Coll. « Blanche », éditions Gallimard, 1999  (ISBN 9782070756469)
- Coll. « Folio », no 3507, éditions Gallimard, 2001  (ISBN 9782070418060)